# Ol'ga Birjukova
Ol'ga Nikolaevna Birjukova (in russo Ольга Николаевна Бирюкова?; Mosca, 19 settembre 1994) è una pallavolista russa, schiacciatrice del Sigorta Shop.

## Carriera

### Club
Ol'ga Birjukova inizia a giocare nel 2011 nelle giovanili della Dinamo-Kazan, fino ad approdare in prima squadra nella Superliga 2013-14, vincendo due campionati russi. Passa la maggior parte della stagione 2014-15 tra le file del Voronež, tornando alla Dinamo-Kazan prima dell'inizio dei playoff. Terminata la stagione si trasferisce in Kazakistan, vincendo con l'Altay il campionato kazako.
Torna in Russia per disputare la Superliga 2016-17 con la Dinamo-Kazan, oltre a vincere la Coppa di Russia 2016 e la Coppa CEV 2016-17. Quindi espatria nuovamente, impegnandosi nella Sultanlar Ligi 2017-18 con il Beşiktaş. Per la stagione 2018-19 firma un nuovo contratto legandosi allo Zareč'e Odincovo, ma nell'annata seguente torna ancora una volta al club di Kazan', in seguito rinominato Dinamo-Ak Bars, con cui si aggiudica due Coppe di Russia, il campionato 2019-20 e la Supercoppa russa 2020.
Nel campionato 2021-22 torna in Sultanlar Ligi, stavolta ingaggiata dal neopromosso Mert Grup Sigorta.

### Nazionale
Nel 2015 colleziona le sue prime presenze con la nazionale russa e ottiene il secondo posto al World Grand Prix.

## Palmarès

### Club
- Campionato russo: 3

2013-14, 2014-15, 2019-20
- Campionato kazako: 1

2015-16
- Coppa di Russia: 4

2016, 2019, 2020
- Supercoppa russa: 1

2020
- Coppa CEV: 1

2016-17